# (5021) Krylania
(5021) Krylania (1982 VK12) – planetoida z pasa głównego asteroid okrążająca Słońce w ciągu 5,7 lat w średniej odległości 3,19 j.a. Odkryta 13 listopada 1982 roku.